# Sacro Convento
Sacro Convento (pol. Święty klasztor) – klasztor franciszkanów konwentualnych przy Bazylice Świętego Franciszka w Asyżu.

## Historia

### XIII–XIV w.
Budowę Sacro Convento, jako siedzibę braci mniejszych przy Bazylice Świętego Franciszka, w której spocząć miało ciało Biedaczyny, rozpoczął z woli papieża Grzegorza IX dzień po kanonizacji, 17 lipca 1228 roku br. Eliasz Bonbarone. Bracia mieszkający w Sacro Convento mieli być odpowiedzialnymi za liturgię i opiekę nad pielgrzymami przybywającymi do grobu świętego. Obiekt wzniesiono na miejscu nazywanym „Wzgórzem piekielnym” lub „Niskim wzgórzem” (łac. Collis infernus). Teren znajdował się na wschodzie, poza ówczesnymi murami miasta. Ginęli tam straceńcy, skazywani na śmierć przez powieszenie. Ciało Franciszka przeniesiono do bazyliki 25 maja 1230 roku. Klasztor wraz z górną bazyliką poświęcił w 1253 roku papież Innocenty IV.
Klasztor przylegał do północnej ściany bazyliki. Jego dolna część rozciągała się w kierunku zachodnim, tj. do obecnego krużganka „Sykstusa IV” (wł. Sisto IV). Ponad klasztorem wzniesiono pałac papieski. W 1282 roku wybudowano od strony południowej duży refektarz kryty drewnianym dachem. Od 1360 roku zabudowania klasztorne powiększono o część wokół krużganka św. Geroncjusz (wł. San Geronzio). Po stronie zachodniej zbudowany został Pałac Albornoz (wł. Palazzo Albornoz). Prace sfinansował kard. Egidio Albornoz. Klasztor wyposażony został w infirmerię.

### XV–XIX w.
W 1441 roku dodano po stronie południowej nowy refektarz i dormitoria dla zakonników. Współczesny wygląd kompleks zyskał za pontyfikatu Sykstusa IV. Z polecenia papieża zbudowano w 1472 roku dwa narożne bastiony od strony Matki Bożej Anielskiej. W 1474 roku powstał dwupoziomowy renesansowy krużganek za absydą bazyliki, obecnie nazywany jego imieniem. Górną loggię zaprojektowali Antonio da Como i Ambrogio Lombardo. Na początku XVII wieku na polecenie Filipa III, króla Hiszpanii nad piętnastowiecznym dormitorium dobudowano piętro na potrzeby nowicjatu.
W latach 1745–1748 przebudowano duży refektarz według projektu Giovanniego Fontany. Drewniane więźby dachowe zastąpiono sklepieniem kolebkowym z lunetami. Autorem Ostatniej Wieczerzy w dużym refektarzu jest Francesco Solimena. Obraz powstał w 1717 rok. Refektarz zdobią dwadzieścia dwa owalne medaliony z portretami papieży, od Honoriusza III do Klemensa XIV dobroczyńców zakonu i bazyliki. Z 1760 roku pochodzi fresk autorstwa Pietra Carattoliego, przedstawiający Zatwierdzenie reguły. W zimowym refektarzu znajduje się Ostatnia Wieczerza z 1573 roku autorstwa asyskiego malarza Dona Doniego.
Po 1798 roku klasztor i bazylika ucierpiały w wyniku polityki prowadzonej przez Napoleona (łac. soppressione napoleonica). Po zjednoczeniu Włoch magistrat asyski pozwolił jedynie trzynastu zakonnikom obsługującym bazylikę na pozostanie na miejscu i zamieszkiwanie w części klasztoru po stronie południowo-wschodniej. Od 1875 roku klasztor zamieniono na ogromny sierociniec. Franciszkanie konwentualni odzyskali cały obiekt w 1926 roku, dzięki zabiegom ich ministra generalnego Alfonsa Orliniego.

### XX–XXI w.
Od czasu promulgacji motu proprio Benedykta XVI Totius Orbis z 9 listopada 2005 roku działalność duszpasterska prowadzona w Sacro Convento, jak również w bazylice, zależy bezpośrednio od miejscowego biskupa.
Na terenie Sacro Convento mają swoją siedzibę:
- Archiwum muzyczne bazyliki i klasztoru
- Archiwum historyczne
- Biblioteka Sacro Convento
- Wydawnictwo (CEFA)
- Muzeum Skarbca
- Redakcja periodyku „San Francesco patrono d’Italia”

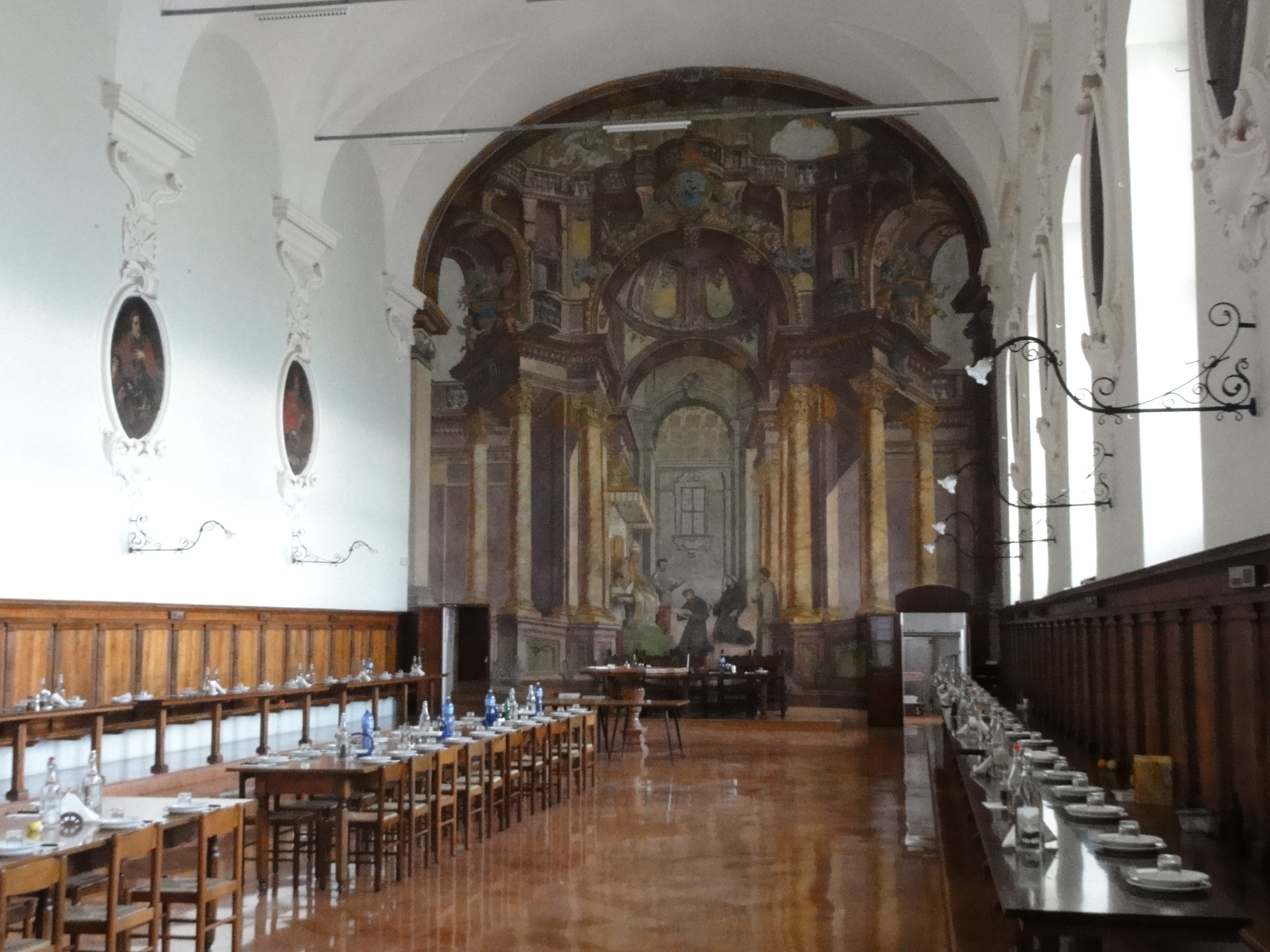
Duży refektarz
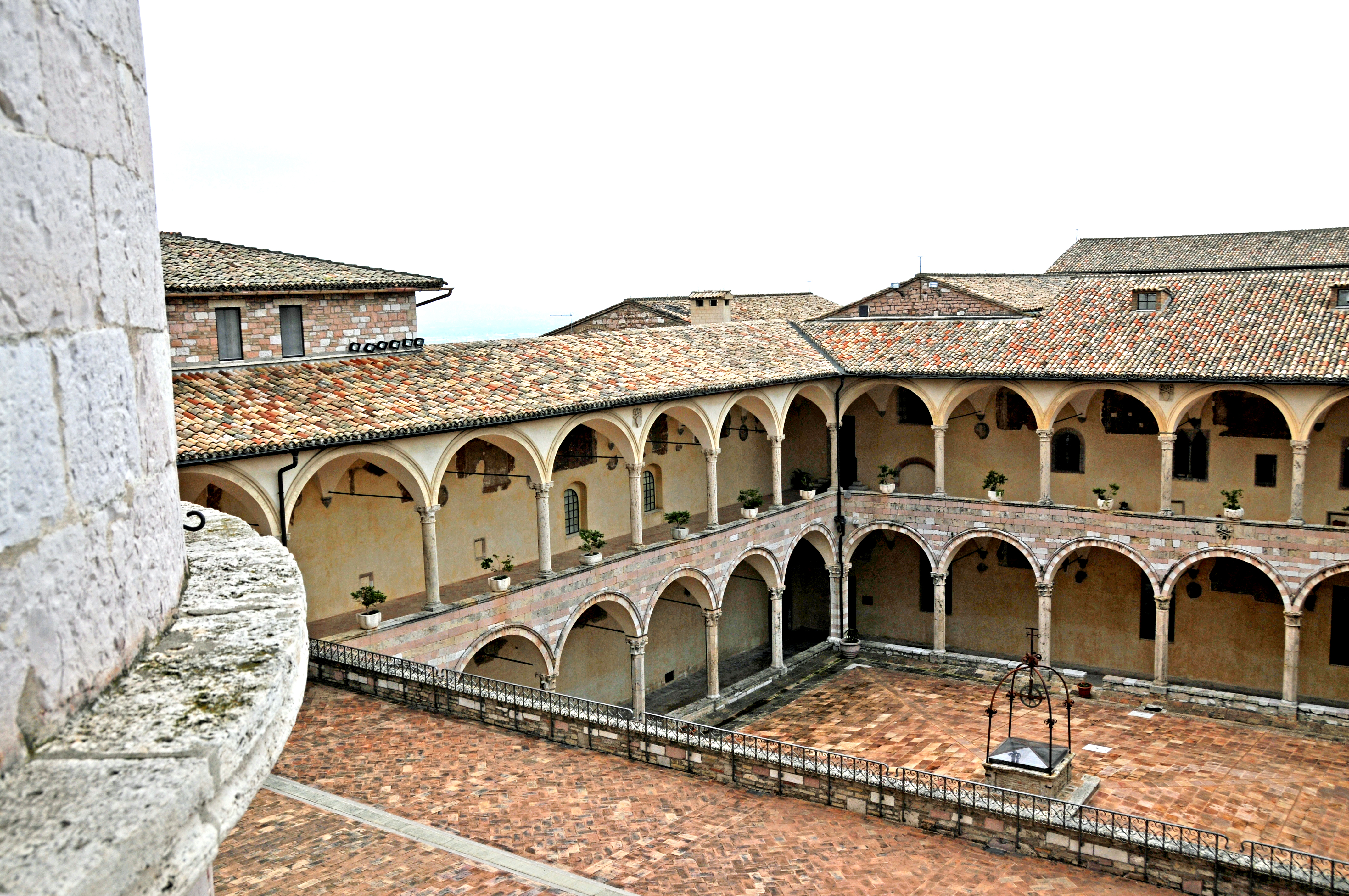
Krużganek Sykstusa IV
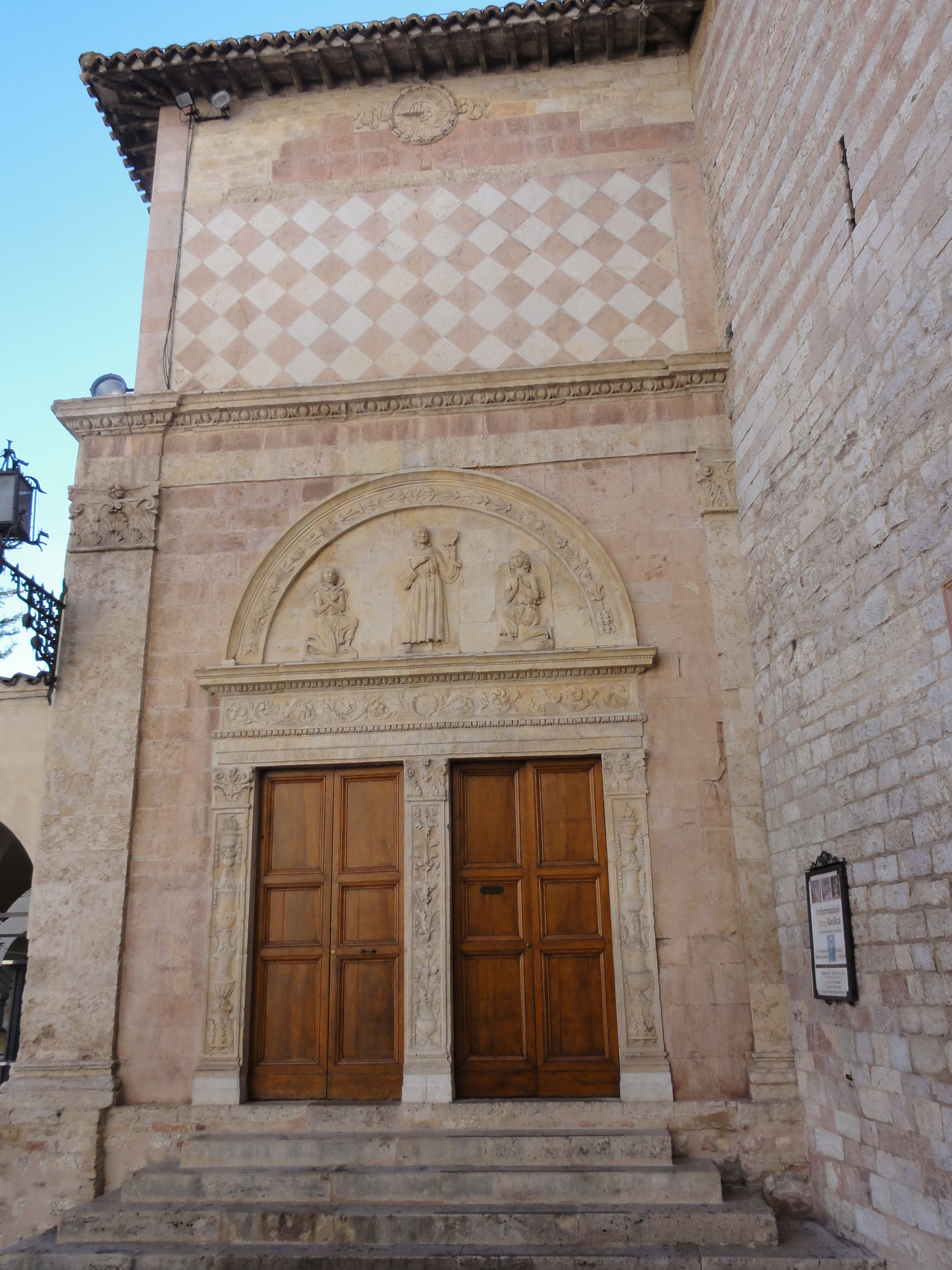
Oratorium św. Bernardyna, XV w.
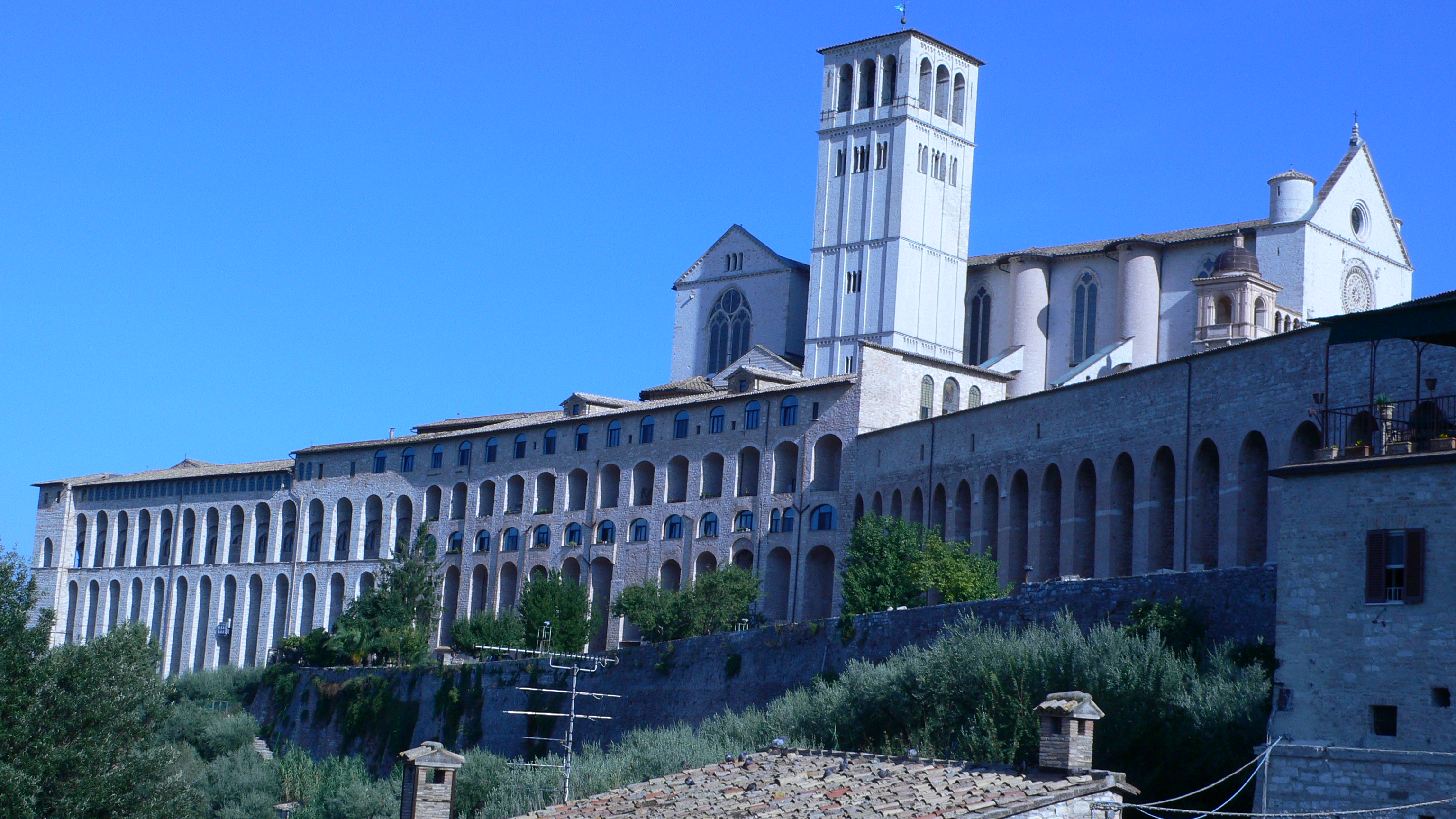
Klasztor od południa
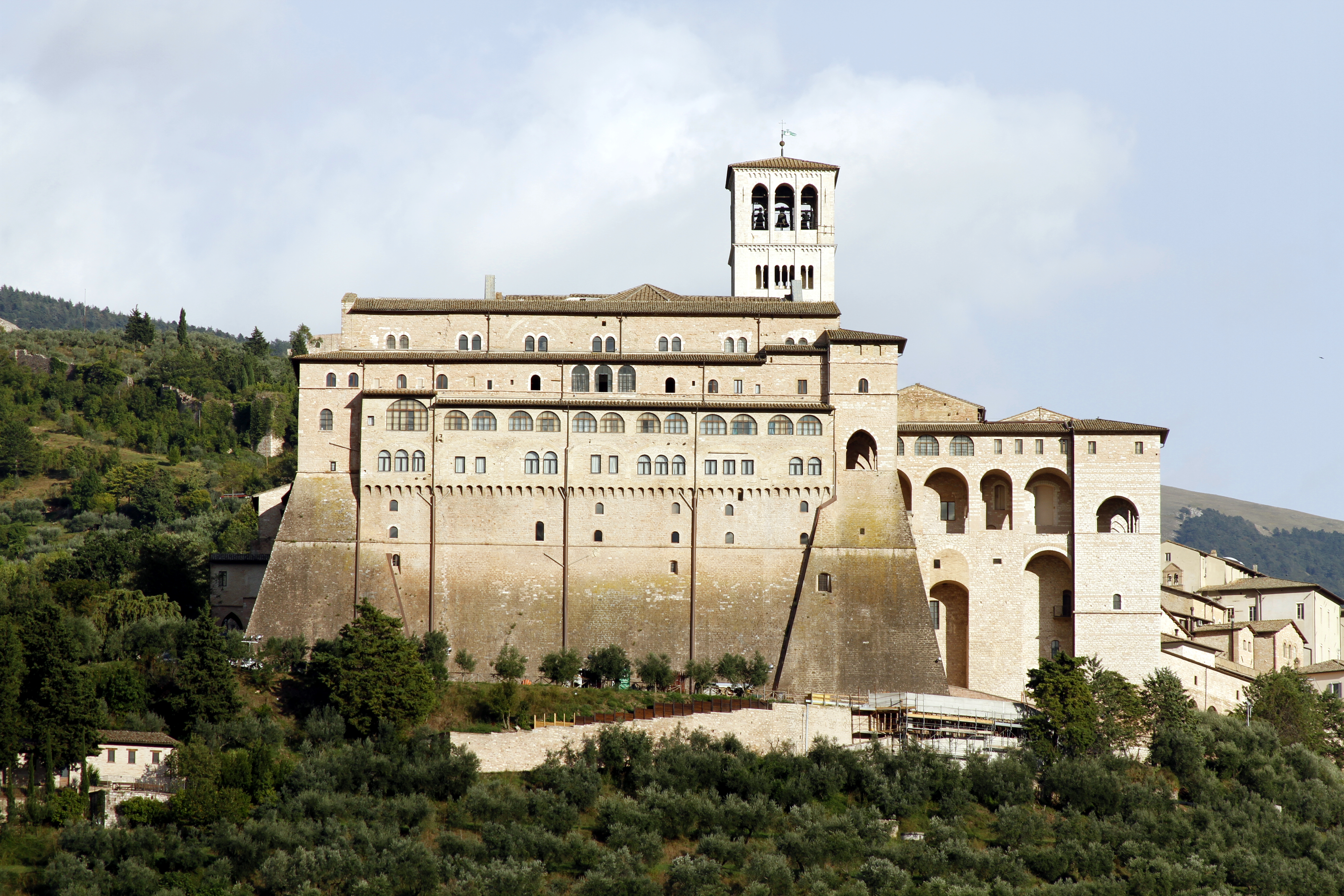
Klasztor od zachodu, Pałac Albornoz
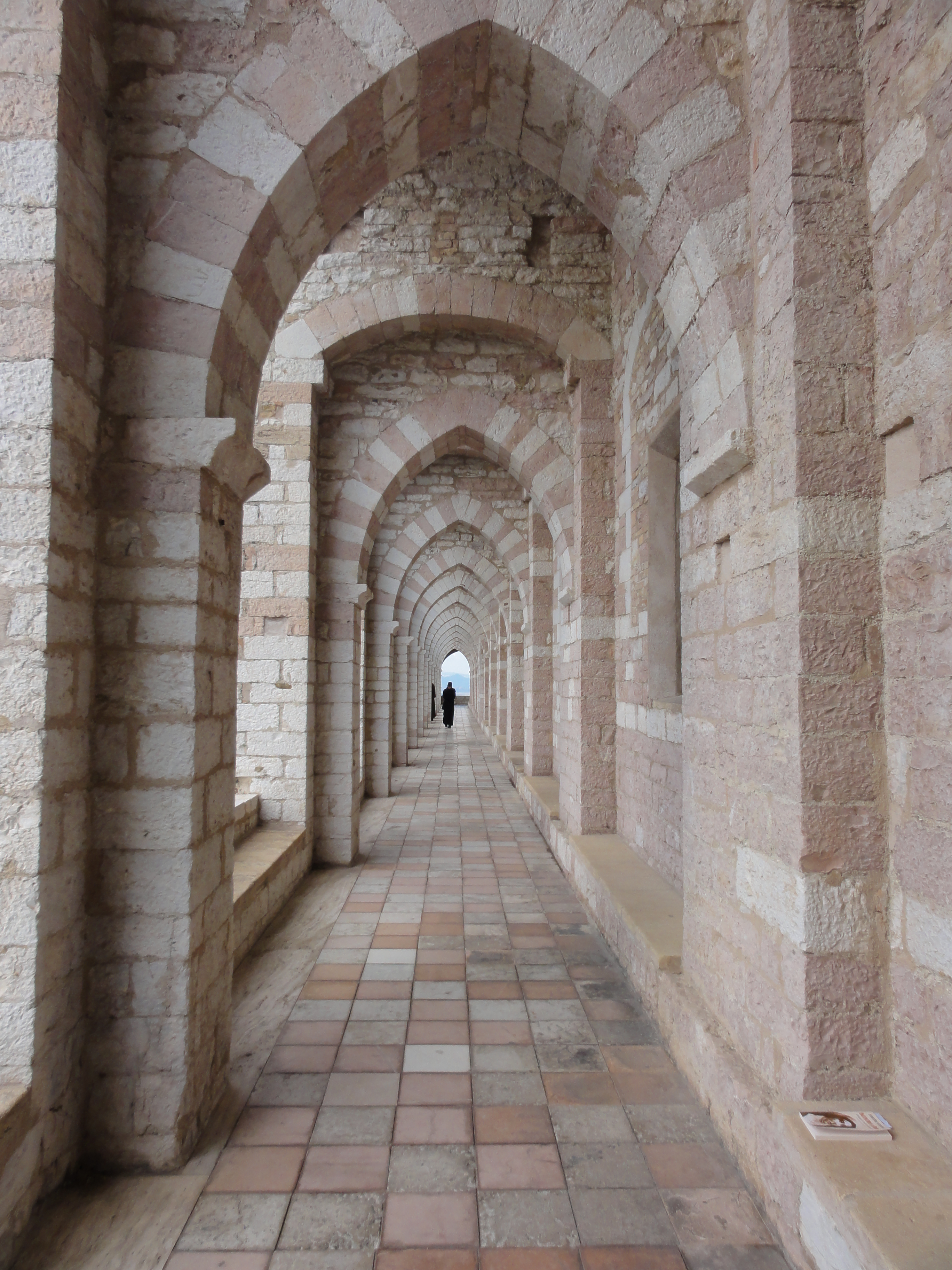
Portyk Calzo

## Dzieła sztuki
- Ostatnia Wieczerza (1717), płótno Francesca Solimeny w dużym refektarzu
- Błogosławiony Bonawentura z Potenzy (1776)
- Ekstaza św. Józefa z Kupertynu (1753–1767), Andrea Benedetto Fornioni z Imoli
- Męczeństwo św. Urszuli (koniec XVI w. – początek XVII w.), Giovan Battista Trotti
- Legenda o św. Franciszku (początek XVIII w.), cztery obrazy Giuseppe Nicoli Nasiniego ze Sieny
- Niepokalane Poczęcie (1808), Andrea Pozzi

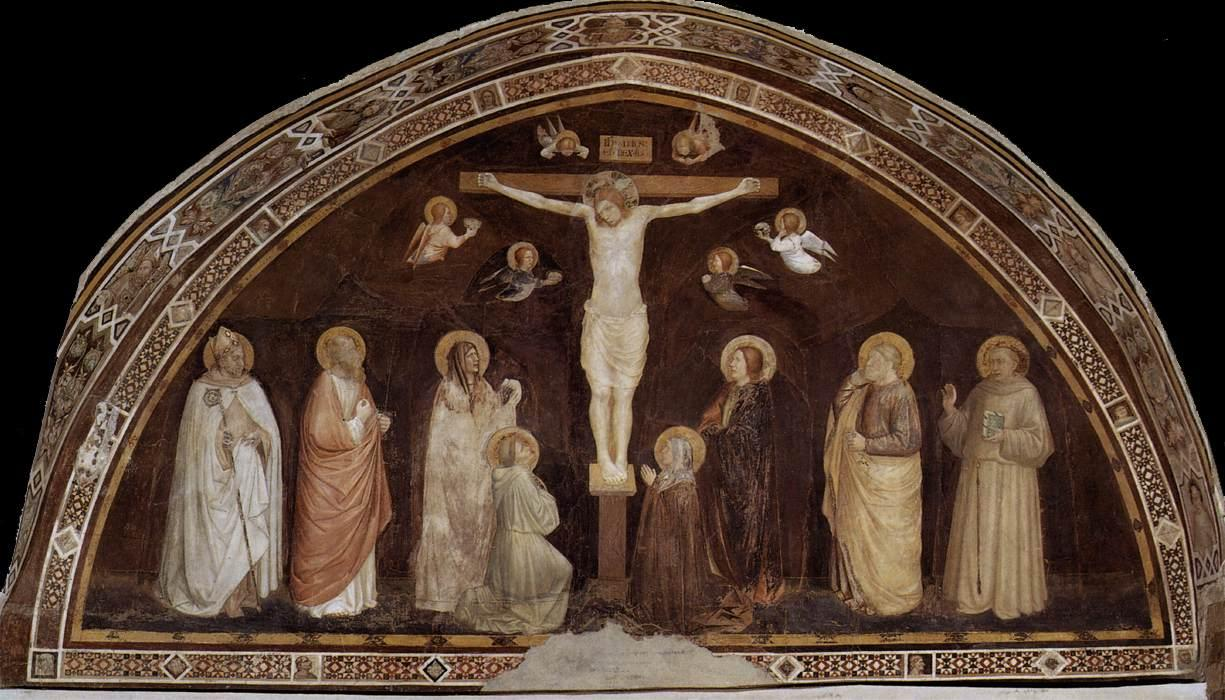
Ukrzyżowanie, Puccio Capanna, ok. 1330, kapitularz
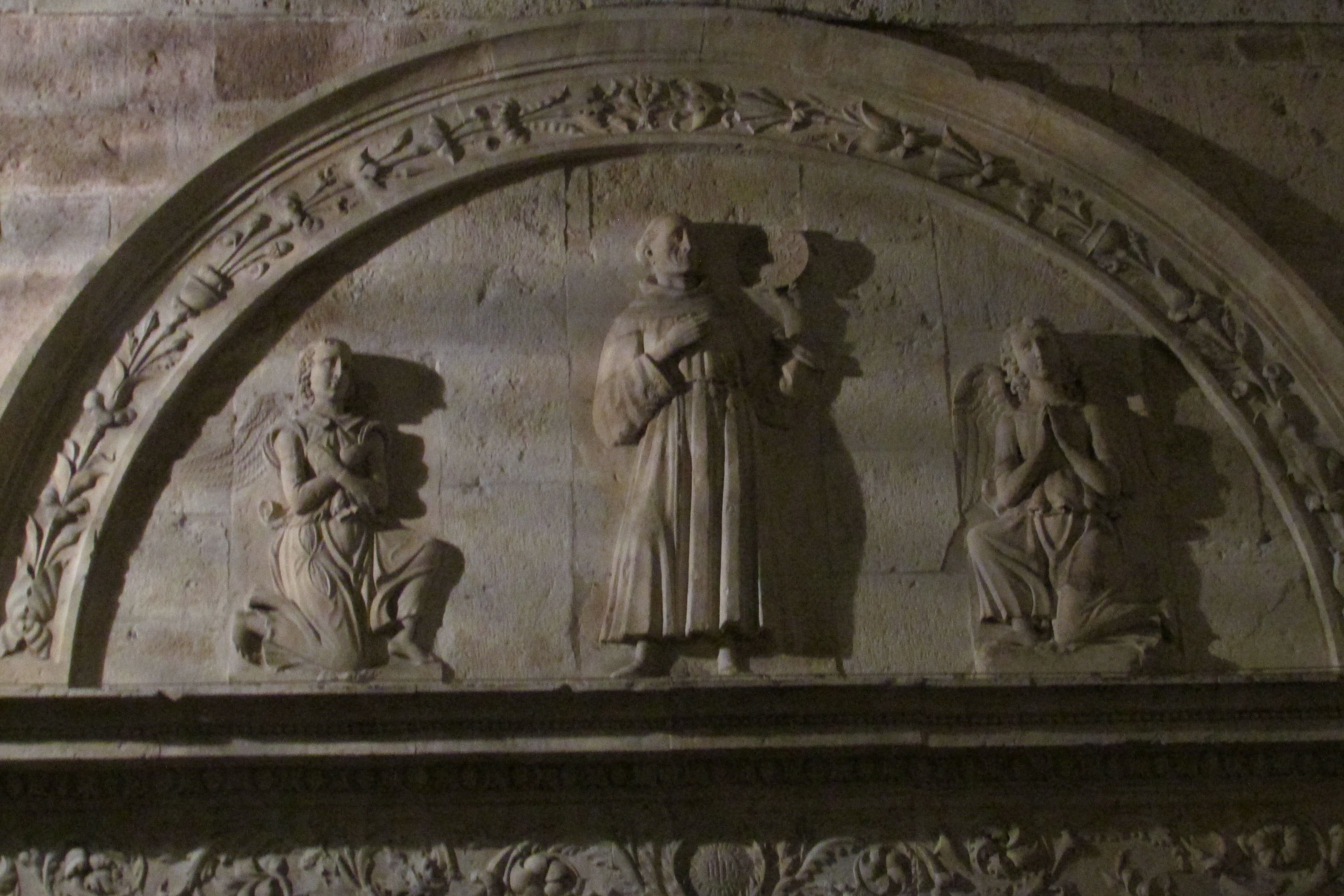
Typanon wejścia do bazyliki
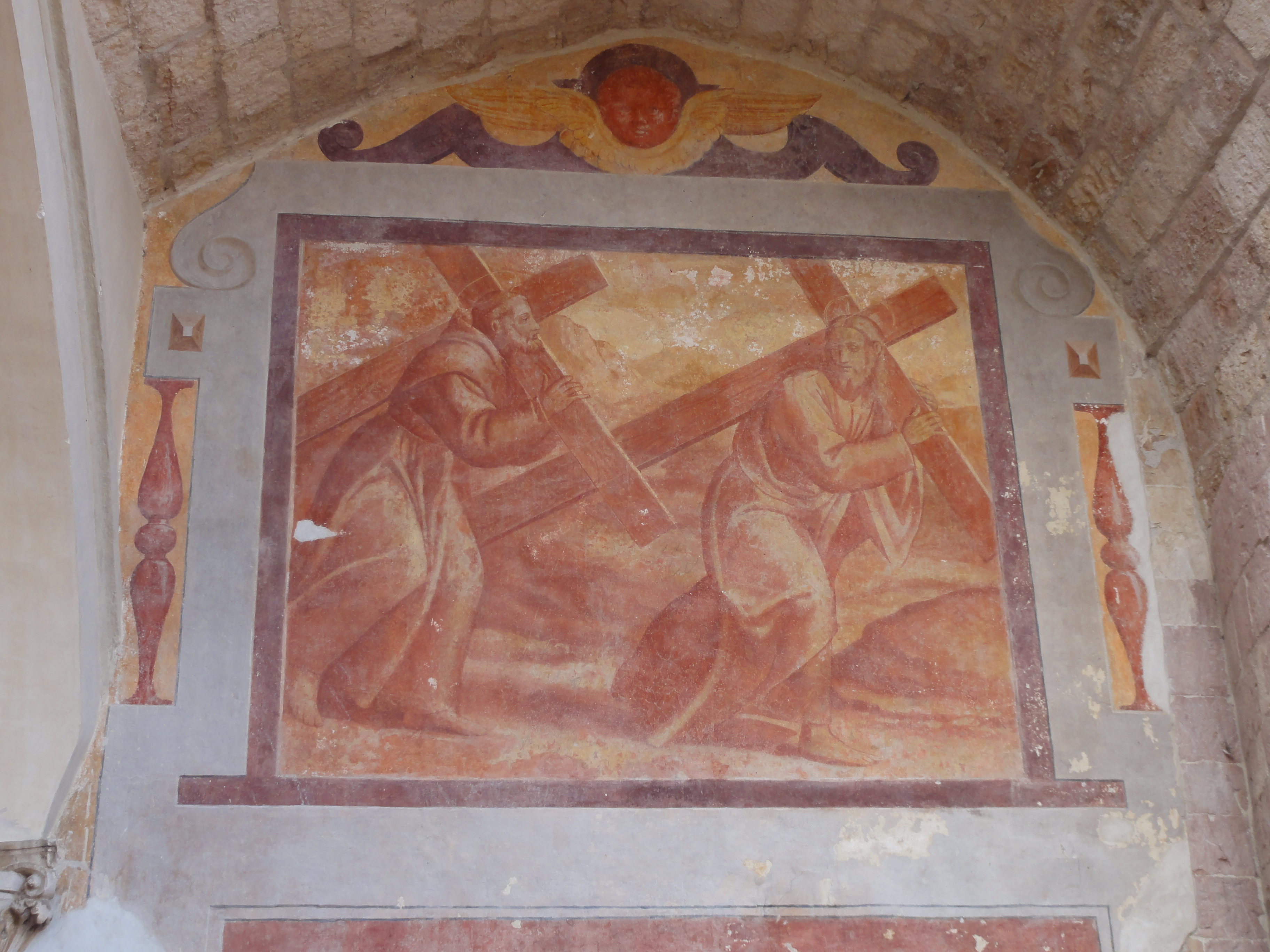
Naśladowanie, 1564, Dono Doni, krużganek Sykstusa IV
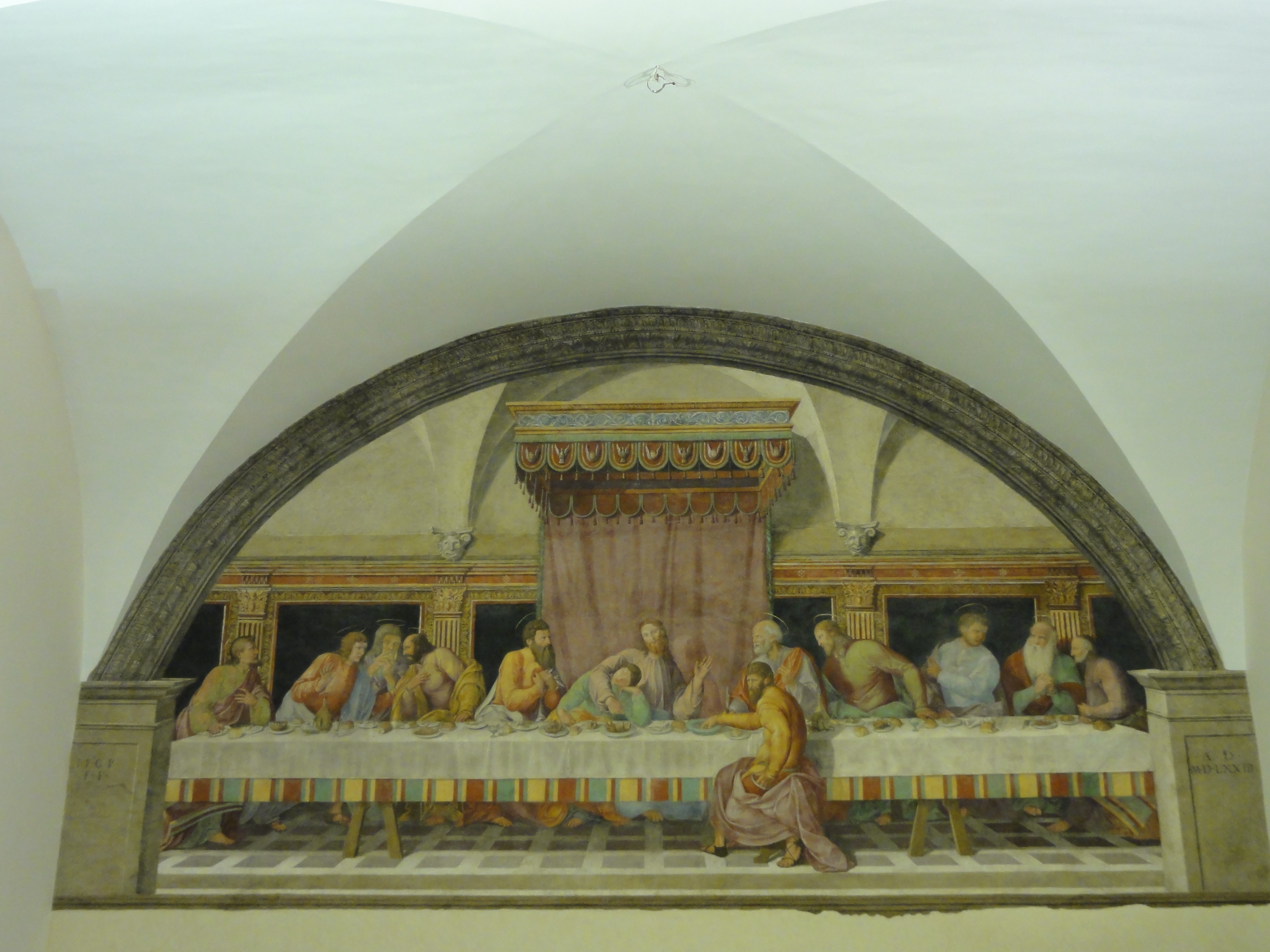
Ostatnia Wieczerza, 1573, Dono Doni, refektarz zimowy
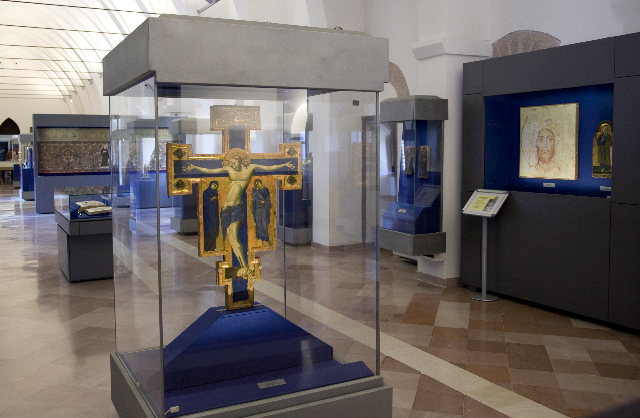
Niebieski krucyfiks, XIII w., Muzeum Skarbca